# Rushlee Buchanan

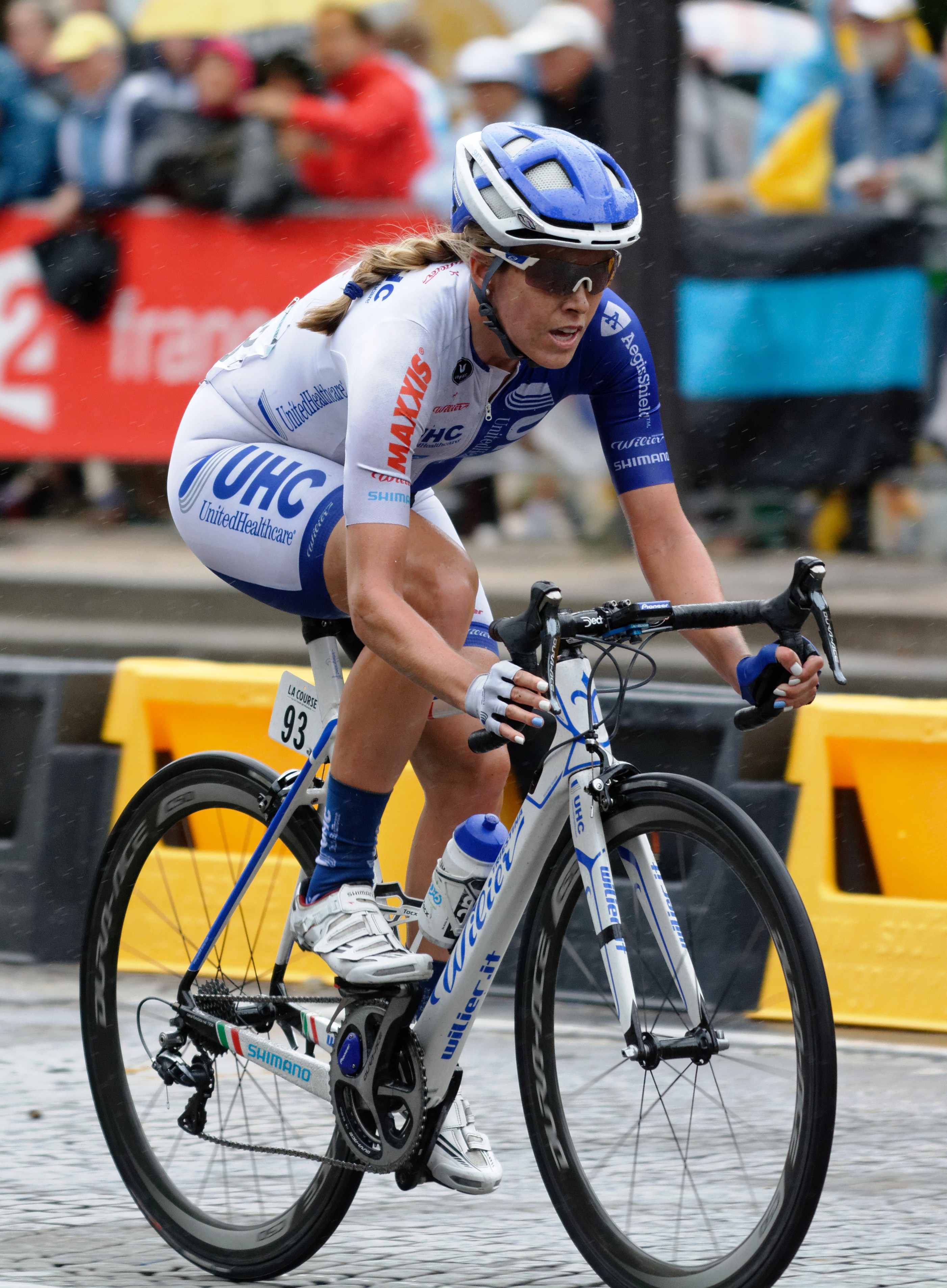
Buchanan bei La Course 2015

Rushlee Buchanan (* 20. Januar 1988 in Te Awamutu) ist eine ehemalige neuseeländische Radrennfahrerin.

## Sportliche Laufbahn
2005 wurde Rushlee Buchanan in Wien Vize-Weltmeisterin der Juniorinnen im Punktefahren.
2010 und 2014 wurde Rushlee Buchanan neuseeländische Straßenmeisterin der Frauen; 2009 war sie schon Kriteriums-Meisterin geworden. Bei den Bahn-Weltmeisterschaften 2010 in Ballerup belegte sie gemeinsam mit Lauren Ellis und Alison Shanks den dritten Platz in der Mannschaftsverfolgung. Bei dem Rennen um den dritten Platz stellte die neuseeländische Mannschaft einen neuen Weltrekord (3:21,552 Minuten) auf. 2013 wurde sie zweifache Ozeanienmeisterin, im Scratch sowie in der Mannschaftsverfolgung (mit Lauren Ellis, Jaime Nielsen und Georgia Williams).
2016 errang Rushlee Buchanan beide neuseeländische Titel im Straßenradsport, im Straßenrennen sowie im Einzelzeitfahren. 2016 wurde sie für die Teilnahme an den Olympischen Spielen in Rio de Janeiro nominiert. Gemeinsam mit Jaime Nielsen, Racquel Sheath und Georgia Williams belegte sie in der Mannschaftsverfolgung Platz vier.
2017 wurde Buchanan erneut neuseeländische Straßenmeisterin und war damit die erste Radsportlerin ihres Landes, die diesen Titel viermal in Folge gewann. Bei den Bahnweltmeisterschaften in Hongkong im selben Jahr errang sie mit Racquel Sheath, Kirstie James, Jaime Nielsen und Michaela Drummond die Bronzemedaille in der Mannschaftsverfolgung.
Ab 2018 konzentrierte sich Buchanan auf den Bahnradsport: Bei den Bahnweltmeisterschaften 2018 im niederländischen Apeldoorn gewann Buchanan im Omnium die Bronzemedaille, nachdem sie im abschließenden Punktefahren unter anderem durch zwei Rundengewinne vom elften auf den dritten Rang vorgerückt war. Bei den ozeanischen Bahnmeisterschaften errang sie drei Medaillen. 2019 gehörte sie zu dem neuseeländischen Vierer, der zwei Läufe Weltcupläufe für sich entschied und gewann erneut zwei ozeanische Medaillen. Bei den UCI-Bahn-Weltmeisterschaften 2020 in Berlin belegte der Vierer Platz sechs.
Zum Ende des Jahres 2021 beendete Buchanan ihre Karriere als aktive Radsportlerin.

## Diverses
Rushlee Buchanan ist seit 2014 mit dem US-amerikanischen Radsportler Adrian Hegyvary verheiratet  (Stand 2021). Die Eheleute beendeten 2021 gemeinsam ihre aktiven Radsportlaufbahnen nach den Olympischen Spielen in Tokio.
2019 wurde sie mit einem neuseeländischen Cycling Award ausgezeichnet.

## Erfolge

### Bahn
2005
- Junioren-Bahnweltmeisterschaft – Punktefahren

2010
- Weltmeisterschaft – Mannschaftsverfolgung (mit Lauren Ellis und Alison Shanks)
- Bahnrad-Weltcup in Cali – Mannschaftsverfolgung (mit Lauren Ellis und Alison Shanks)
- Neuseeländische Meisterin – Scratch
- Neuseeländische Meisterin – Mannschaftsverfolgung (mit Sonia Waddell und Jaime Nielsen)

2013
- Ozeanienmeisterin – Scratch, Mannschaftsverfolgung (mit Lauren Ellis, Jaime Nielsen und Georgia Williams)

2017
- Weltmeisterschaft – Mannschaftsverfolgung (mit Racquel Sheath, Kirstie James, Jaime Nielsen und Michaela Drummond)
- Neuseeländische Meisterin – Punktefahren, Mannschaftsverfolgung (mit Racquel Sheath, Jaime Nielsen und Bryony Botha)

2018
- Ozeanienmeisterin – Mannschaftsverfolgung (mit Bryony Botha, Racquel Sheath, Michaela Drummond und Kirstie James)
- Ozeanienmeisterschaft – Omnium
- Ozeanienmeisterschaft – Zweier-Mannschaftsfahren (mit Racquel Sheath)
- Weltmeisterschaft – Omnium
- Commonwealth Games – Mannschaftsverfolgung (mit Bryony Botha, Michaela Drummond, Kirstie James und Racquel Sheath)

2019
- Weltcup in Cambridge – Mannschaftsverfolgung (mit Bryony Botha, Racquel Sheath und Kirstie James)
- Neuseeländische Meisterin – Mannschaftsverfolgung (mit Racquel Sheath, Jessie Hodges und Bryony Botha)
- Weltcup in Cambridge – Mannschaftsverfolgung (mit Bryony Botha, Kirstie James und Holly Edmondston)

2020
- Ozeanienmeisterschaft – Scratch
- Ozeanienmeisterschaft – Omnium

2020/21
- Neuseeländische Meisterin – Zweier-Mannschaftsfahren (mit Jessie Hodges)

### Straße
2006
- Neuseeländische Juniorenmeisterin – Straßenrennen

2009
- Neuseeländische Meisterin – Kriterium

2010
- Neuseeländische Meisterin – Straßenrennen

2014
- Neuseeländische Meisterin – Straßenrennen

2016
- Neuseeländische Meisterin – Straßenrennen, Einzelzeitfahren

2017
- Neuseeländische Meisterin – Straßenrennen